# Ботанический сад СПбГУ
Ботани́ческий сад Санкт-Петербургского государственного университета находится во дворе здания Двенадцати коллегий. Насчитывает более 4600 видов растений.

## История
Ботанический сад был организован в 1864 году по инициативе А. Н. Бекетова, который внёс большой вклад не только в становление, но и в развитие ботанического сада.
С 1935 года Ботанический сад ЛГУ является памятником истории культуры и искусства и находится под охраной государства. Благодаря сотрудникам университета, продолжавшим трудиться во время Великой Отечественной войны, коллекции сада удалось сохранить и в годы блокады. В качестве дендрологического парка и ботанического сада Ботанический сад СПбГУ является особо охраняемой природной территорией федерального значения.

## Состояние сада
В наши дни в Ботаническом саду университета имеется ряд оранжерей со следующими коллекциями:
- хвойные растения;
- кактусы;
- суккуленты;
- водно-болотные растения;
- редкие и охраняемые растения местной флоры;
- субтропические растения Европы и Юго-Восточной Азии;
- субтропические растения Австралии и Океании;
- субтропические растения Северной и Южной Америки;
- тропические растения, в том числе крупноразмерные пальмы;
- тропические папоротники;
- декоративные однолетние и многолетние растения.

Всего коллекция ботанического сада насчитывает более 4600 видов растений.